# Острі Луки (Новгородська область)
Острі Луки (рос. Острые Луки) — присілок в Старорусському районі Новгородської області Російської Федерації.
Населення становить 26 осіб. Входить до складу муніципального утворення Великосельське сільське поселення.

## Історія
Від 2004 року входить до складу муніципального утворення Великосельське сільське поселення.

## Населення
| 2010 | 2011 | 2012 | 2013 |
| ---- | ---- | ---- | ---- |
| 24   | ↘19  | ↗26  | →26  |